# Барр, Розанна
Розанна Черри Барр (англ. Roseanne Cherrie Barr, род. 3 ноября 1952) — американская актриса, комедиантка, сценаристка, продюсер, режиссёр и кандидат на пост президента США в 2012 году от Партии мира и свободы.

## Биография
Барр начала свою карьеру с выступлений в стендап-шоу, а в 1988 году запустила свой ситком «Розанна», который принёс ей статус телевизионной иконы. Шоу имело успех и длилось девять сезонов, с 1988 по 1997 год. Она выиграла премии «Эмми» и «Золотой глобус» за работу в шоу. В 2002 году ситком «Розанна» занял 35 место в списке «Пятидесяти величайших телешоу всех времен».
После завершения своего сериала в 1997, в 1998 году она запустила собственное ток-шоу «The Roseanne Show», которое завершилось в 2000, а после также выпустила такие шоу как «The Real Roseanne Show» (2003) и «Roseanne’s Nuts» (2011).
В разные годы она снялась в таких фильмах как «Дьяволица» (1989), «Уж кто бы говорил 2» (1990), «Фредди мёртв. Последний кошмар» (1991), «Даже девушки-ковбои иногда грустят» (1993), «С унынием в лице» (1995) а также принимала участие в озвучивании фильма «Не бей копытом» (2004). С 1991 по 1994 год она также была приглашённой звездой в популярном шоу «Субботним вечером в прямом эфире».
В 1992 году Барр была удостоена собственной звезды на «Голливудской „Аллее славы“».
К 1998 году её вес превысил 165 кг и Розанна была вынуждена согласиться на операцию по шунтированию желудка, в итоге похудела более чем на 100 кг.
Барр по национальности еврейка с предками из Польши, России и Австро-Венгрии.
В конце января 2012 года она подала документы на выдвижение её кандидатом на пост президента США от Партии зелёных. В итоге она участвовала в гонке от левой Партии мира и свободы и заняла шестое место на выборах. После выдвижения Дональда Трампа в президенты неожиданно для многих начала поддерживать его, а также ряд правых конспирологических теорий.
В 2018 короткое сообщение в социальной сети Twitter Розанн в адрес Валери Джарретт был сочтён многими расистским и вызвал национальный скандал, приведя к отмене её шоу. Сама она назвала его плохой шуткой и сослалась на эффект от снотворного.